# Harlan Coben
Harlan Coben [harlən kobən], ameriški pisatelj, * 4. januar 1962, Newark, New Jersey, ZDA.
Harlan Coben je pisatelj ameriškega rodu. Znan je predvsem po ustvarjanju skrivnostnih romanov in trilerjev. Večina njegovih del je prevedenih tudi v slovenščino.

## Življenje in delo
Coben se je rodil v židovski družini v Newarku, New Jerseyju. Odraščal in šolal se je v Livingstonu v New Jerseyju, s prijateljem iz otroštva in bodočim politikom Chrisom Cristiejem. Med študijem politične znanosti na Univerzi v Amherstu je bil član bratovščine Psi Upsilon s pisateljem Danom Brownom. Po kolidžu je Coben delal v turistični panogi, v podjetju svojega dedka. Zdaj živi v Ridgewoodu, New Jerseyju, s svojo ženo Anne Armstrong-Coben, pediatrinjo, in štirimi otroki. 
Harlan se je za pisateljsko pot odločil v četrtem letniku študija. Njegova prva knjiga je bila uredniško sprejeta, ko je imel 26 let, a po objavi dveh trilerjev v devetdesetih (Play Dead leta 1990 in Miracle Cure leta 1991), se je odločil za spremembo smeri in začel serijo trilerjev o Myronu Bolitarju. Romani popularne serije opisujejo prigode bivšega košarkarja, ki je postal športni agent (Bolitar) in ki pogosto preiskuje umore, v katere so vpleteni njegovi klienti.
Prejel je tri nagrade, Edgar Award, Shamus Award in Anthony Award, in s tem postal prvi pisatelj, ki je prejel vse tri. Prav tako je prvi pisatelj, ki je bil povabljen pisati leposlovna besedila za New York Times. Napisal je kratko zgodbo z naslovom The Key to my Father, ki je izšla 15. junija 2003.
Leta 2001 je izšel njegov triler Tell No One, ki je njegov najbolje prodajani roman. Leta 2006 je režiser Guillaume Canet po tej knjigi posnel francoski triler Ne le dis à personne. Roman Hold Tight, ki je izšel 15. aprila 2008, je postal njegova prva knjiga, ki se je povzpela na prvo mesto na New York Times Best Seller seznamu.

## Nagrade
Coben je prejel številne nagrade. Leta 1996 je prejel Anthony Award v kategoriji Best Paperback Original za svoj roman Deal Breaker. Leta 1997 je prejel nagradi Edward Award in Shamus Award za knjigo Fade Away v kategoriji Best Paperback Original. Uspešen je bil tudi roman o Myronu Bolitarju, Back Spin, za katero je Coben leta 1998 prejel Barry Award. Leta 2010 je bila Cobenu, za Live Wire, podeljena nagrada RBA International Prize for Crime Writing, vredna 125.000 evrov.

### Serije o Myronu Bolitarju
- The Rise and Fall of Super D (kratka zgodba, 2005)

1. Deal Breaker (1995)
2. Drop Shot (1996)
3. Fade Away (1996)
4. Back Spin (1997)
5. One False Move (1998)
6. The Final Detail (1999)
7. Darkest Fear (2000)
8. Promise Me (2006)
9. Long Lost (2009)
10. Live Wire (2011)
11. Home (2016)

### Serije o Mickeyju Bolitarju
1. Shelter (2011)
2. Seconds Away (2012)
3. Found (2014)

### Romani
1. Play Dead (1990)
2. Miracle Cure (1991)
3. Tell No One (2001)
4. Gone for Good (2002)
5. No Second Chance (2003)
6. Just One Look (2004)
7. The Innocent (2005)
8. The Woods (2007)
9. Hold Tight (2008)
10. Caught (2010)
11. Stay Close (2012)
12. Six Years (2013)
13. Missing You ( 2014)
14. The Stranger (2015)
15. Fool Me Once (2016)
16. Don't let go (2017)
17. Run away  (2019)